# ميريتاري!
ميريتاري! (باليابانية みりたり! lit. "يُعرب الي ميليتاري!") «و التي تعني الجيش!») هو مسلسل انمي ياباني وسلسلة مانغا من تاليف مامو وليامز، وتم نشر المانغا من قبل شركة إيتشيجينشا، في مجلة Manga 4-koma Palette التي تهتم بهذا النوع من المانغات تم جمعها في خمسة مجلدات ، صدرت في الفترة بين عامي 2009 و 2013. وتم إصدار سلسلة تتمة بعنوان ميريتاري ! اوتسوجاتا (باليابانية みりたり! 乙型 و التي تُعرب الي ميليتاري ! اوتسوجاتا) بدأت التسلسل في نفس المجلة في الفترة من عام 2014. وتم إصدار 12 حلقة أنيمي تلفزيوني من قبل استديوهات كريتورز أن باك، بثت الحلقات في الفترة بين 7 يناير 2015 و 25 مارس 2015. 

## الشخصيات
الملازمة الاولي  لوتالجنيكوف (ルトガルニコフ中尉)
أداء صوتي: ناو توياما
هي طفلة صغيرة وسعيدة للغاية ولديها خبرة كبيرة في التخفي، وتصادف أنها عضوة في القوات الخاصة في مملكة كراكوفيا دوكوميد، وهي تحمل رتبة الملازم الأول وهي مسلّحة ببندقية ريمنجتن موديل 870، على الرغم من أنها قد تُرى في بعض الأحيان. حاملة أنواع أخرى من الأسلحة مثل بازوكا M20 «السوبر بازوكا». كانت هي والجندية التابعة لها هاروكا لديهن أوامر لحماية سوهي ابن من قاتلة جمهورية جرانيا. تقوم هي وهاروكا بقيادة دبابة روسية من طراز T-34 والتي اعتادتا اختراق منزل سوهي بها.
وغالبًا ما يطلق عليها اسم لوتو تشوي والتي تعني (ملازمة) أو «تشوي 中尉» بواسطة سوهي الفتي الذي تعمل علي حمايته.
العقيدة اريا غوراسمان (アリア・グラスマン大佐)
أداء صوتي: ميساكي سوزوكي
تعد العقيدة اريا سيدة شهيرة وهي ضابط مكلفة من قبل جيش مملكة كراكوفيا دوكومد هي والملازمة الثانية هاروكا والملازمة الاولي لوتغالنيكوف كرئيسة للمهمة.الفورية حيث تم إرسالها كضابط احتياطي إضافية للفتاتين اللتين تم تكليفهما بحماية سوهي. وهي بارعة في القتال بالسكاكين وكذلك في القتال اليدوي بالايدي، وهي عادة تعانق الناس بحنان بين صدرها الضخم. ومع ذلك فهي أيضا قليلا من كلوتز. هي الوحيدة التي تعبر صراحة عن مشاعرها تجاه Sōhei.
الملازمة الثانية هاروكا (ハルカ少尉)
أداء صوتي: أياني ساكورا
وهي الجندية التابعة لملازمة الاولي لوتغالنيكوف، وهي مكلفة أيضًا بحماية سوهي. وهي تحمل رتبة ملازمة ثانية في القوات المسلحة لمملكة كراكوزيا دوكوميد. على الرغم من أنها تبدو غيبية وخرقاء وساذجة بعض الشيء، إلا أنها تعوض هذا عن طريق العدوان المطلق وخاصةً على سوهي عندما يرى بطريق الخطأ سروالها الداخلي.
هي صاحبة خبرة كبيرة في استخدام الاسلحة المختلفة حيث تظهر مستخدمة بندقية قنص من نوع ريمنجتن 700 ، لكنها في معظم الأحيان تستخدم قنبلة يدوية من نوع M67 .
يوكاري ميزونو (水野 ゆかり)
أداء صوتي: ايانو تيراساكي
هي سيدة جميلة للغاية تصادف أنها جارة سوهي المجاور له، وهي في الأساس الوليكون التي تملك شيء للفتيات الصغيرات اللطيفات مثل الرقيبة شاكيروف، التي بدأت في العيش معها في منزلها بعد أن هربت بعد محاولتها الفاشلة للقضاء على سوهي. وتحب إغاظة الفتيات بوضعهن في كثير من الأحيان في كثير من المواقف غير المريحة التي تتنافس فيها الفتيات من أجله، ويقترح أنه هو الرجل الوحيد الذي لديها مشاعر نحوه لأنها تعامل بشكل جيد معه. ظننت أنها مبهجة وودودة، ويمكنها أيضًا أن تكون مرعبة جدًا عندما تغضب.
الرقيب شاكيروف (シャチーロフ軍曹)
أداء صوتي: إينوري ميناسي
هي قاتلة أرسلت من قبل جمهورية جرانيا للقضاء على سوهي، وهي تحمل زوجًا متوسط من الأسلحة يتكون من نوع 5.56 Microguns . ومع ذلك، فهي بطيئة إلى حد ما، كسولة، غير قادرة على تحمل أي شيء رغم أنها تعيش مع يوكاري ميزونو، فإنها تخافها كثيرًا. لديها اثنين من التابعين، جروي طيار المروحية يجب أن يتنكر في شكل كلب من أجل البقاء في منزل ميزونو وأوسان أو العم الذي اعتاد البقاء في نفس المنزل، لكنه انتقل مع سوهي بعد تطوعه لإصلاح منزله المدمر.
سوهي يانو (矢野 宗平)
أداء صوتي: يوشيتاكا يامايا
إنه بطل الرواية الرئيسي، وهو طالب بالمدرسة الثانوية وعليه أن يتعامل مع الأشخاص الغاضبين الذين يعيشون في منزله أو بجوار منزله، مما يثير غضبه الشديد. والده رجل مرتب سابق وجد نفسه في القوات المسلحة لمملكة كراكوزيا دوكوميد، بسبب الخطأ الكتابي من جانبه ونتيجة ذلك عاني من القتال الحرب بين كراكوزيا دوكوميد وجمهورية جرانيا.

## روابط خارجية
- ميريتاري! على موقع ANN anime (الإنجليزية)
- ميريتاري! على موقع ANN manga (الإنجليزية)
- الموقع الرسمي
- الموقع الرسمي
- ميريتاري! (مانغا) في شبكة أخبار الأنمي